# Kubička
Kubička (německy Plassendorf) je zaniklá vesnice na území obce Česká Kubice, v k. ú. Starý Spálenec v okrese Domažlice v Plzeňském kraji.

## Historie
Vesnice byla založena v roce 1707, kdy nedaleko v úzkém pruhu panského lesa u Spálence byla prodána místa k výstavbě chalup. Území vesnice bylo stlačeno mezi bavorskou hranici a sousedním folmavským katastrem. Osu vesnice tvořila cesta, po jejíž jedné straně v pravidelně vyměřených pozemcích stály jednotlivé chalupy. Roku 1789 stálo ve vesnici šest chalup a v roce 1839 sedm chalup a do roku 1930 se jejich počet zvýšil na devět.
Ve vesnici stál hostinec „Zum grünen Kranze“. Administrativně spadala vesnice pod Starý Spálenec. Po druhé světové válce postihl vesnici odsun německého obyvatelstva a následně v padesátých letech dvacátého století při vytvoření hraničního pásma byla vesnice, vzdálená od státní hranice necelých 200 metrů, srovnána se zemí.
Jižně od vesnice, již na katastrálním území Horní Folmava, se nachází na trati Plzeň – Furth im Wald železniční hraniční přechod Česká Kubice – Furth im Wald. U vesnice Kubička po druhé světové válce zastavovaly povinně všechny nákladní vlaky kvůli kontrolám, které prováděli pohraničníci při jízdách v obou směrech.

## Obyvatelstvo
Při sčítání lidu v roce 1921 zde žilo 48 obyvatel, všichni německé národnosti. Všichni obyvatelé  se hlásili k římskokatolické církvi.
| Rok            | 1869 | 1880 | 1890 | 1900 | 1910 | 1921 | 1930 | 1950 | 1961 | 1970 | 1980 | 1991 | 2001 | 2011 |
| -------------- | ---- | ---- | ---- | ---- | ---- | ---- | ---- | ---- | ---- | ---- | ---- | ---- | ---- | ---- |
| Počet obyvatel | 70   | 68   | 67   | 62   | 47   | 48   | 47   | —    | —    | —    | —    | —    | —    | —    |
| Počet domů     | 7    | 8    | 9    | 9    | 8    | 8    | 9    | —    | —    | —    | —    | —    | —    | —    |